# Ronchis
Ronchis (furlanisch: Ròncjis) ist eine nordostitalienische Gemeinde (comune) mit 1923 Einwohnern (Stand 31. Dezember 2023) in der Region Friaul-Julisch Venetien. Die Gemeinde liegt etwa 33 Kilometer südwestlich von Udine und grenzt unmittelbar an die Metropolitanstadt Venedig (Venetien).

## Wirtschaft und Verkehr
Der Bekleidungshersteller Bernardi hat hier seinen Sitz. Durch die Gemeinde führt die Autostrada A4 von Turin nach Triest.

## Persönlichkeiten
- Nello Sbaiz (1941–2022), Fußballspieler